# 亞歷山大·卡爾 (安哈特-貝恩堡)
亞歷山大·卡爾（德語：Alexander Carl，1805年3月2日—1863年8月19日），安哈特-貝恩堡公爵，1834年—1863年在位。
1834年，亞歷山大·卡爾與什勒斯維希-霍爾斯坦-森訥堡-格呂克斯堡的弗蕾德里克公主結婚。由於亞歷山大·卡爾患有精神疾病，在位期間由妻子擔任攝政。
1863年，亞歷山大·卡爾逝世，阿斯坎尼王朝安哈特-貝恩堡系絕嗣，由安哈特-德紹-科滕公爵利奧波德四世繼承。同年利奧波德四世將他的領地整合為統一的安哈特公國。